# Autumn in New York (песня)
«Autumn in New York» (с англ. — «Осень в Нью-Йорке») — песня, написанная Верноном Дюком в Вестпорте, штат Коннектикут, летом 1934 года. Она была написана без какого-либо заказа, но позже Дюк предложил её продюсеру Мюррею Андерсону для бродвейского мюзикла «Пальцы вверх!». Премьера спектакля состоялась 27 декабря 1934 года, где песню исполнил певец Дж. Гарольд Мюррей.
Многие версии этой песни были записаны за эти годы многочисленными музыкантами и певцами. Единственной версией, добившейся успеха в чартах в качестве сингла в США, была версия Фрэнка Синатры, которая достигла 27-го места в 1949 году. Джазовые версии исполняли The Hi-Lo’s, Чарли Паркер, Билли Холидей, Бинг Кросби, Кенни Дорхэм, Мэри Лу Уильямс, Стэн Кентон, Сара Воан, Чет Бейкер, Шейла Джордан, Билл Эванс, Тал Фарлоу, Ахмад Джамал, Лина Хорн, Бадди Де Франко, Сальвадор Собрал, Эл Хейг, Дайана Кролл и дуэтная версия шотландских певцов Тодда Гордона и Кэрол Кидд. Песня также была записана Джо Стаффорд, а также Луи Армстронгом и Эллой Фицджеральд дуэтом.